# Hevossaari (ö i Lappland, Östra Lappland, lat 66,60, long 27,44)
Hevossaari är en ö i Finland. Den ligger i sjön Kemi träsk och i kommunen Kemijärvi i den ekonomiska regionen  Östra Lapplands ekonomiska region  och landskapet Lappland, i den norra delen av landet, 700 km norr om huvudstaden Helsingfors. Öns area är 0,8 hektar och dess största längd är 120 meter i sydöst-nordvästlig riktning.